# Déclaration d'indépendance de la Lituanie
Vous lisez un « bon article » labellisé en 2014.

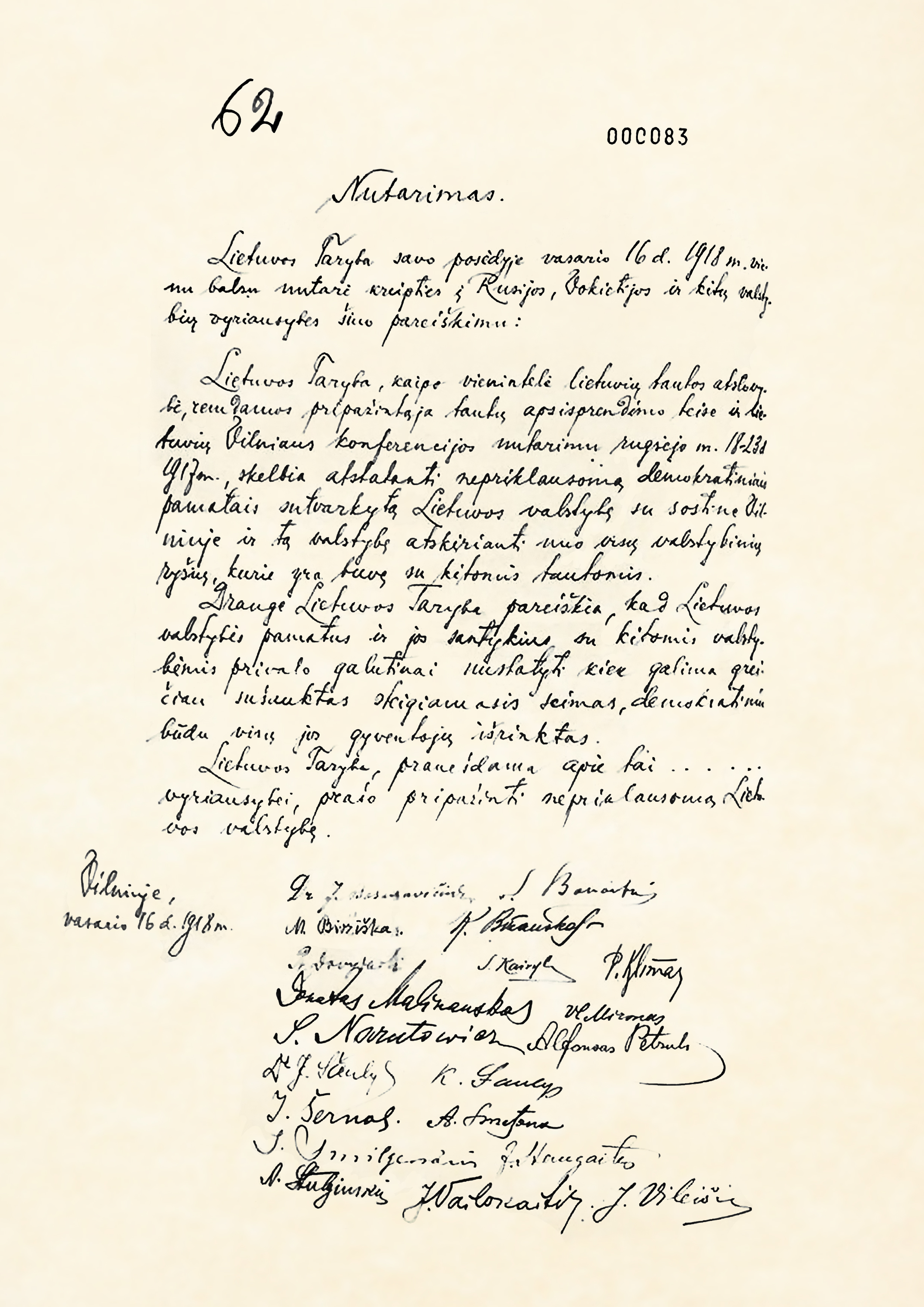
Document manuscrit original de la déclaration d'indépendance.

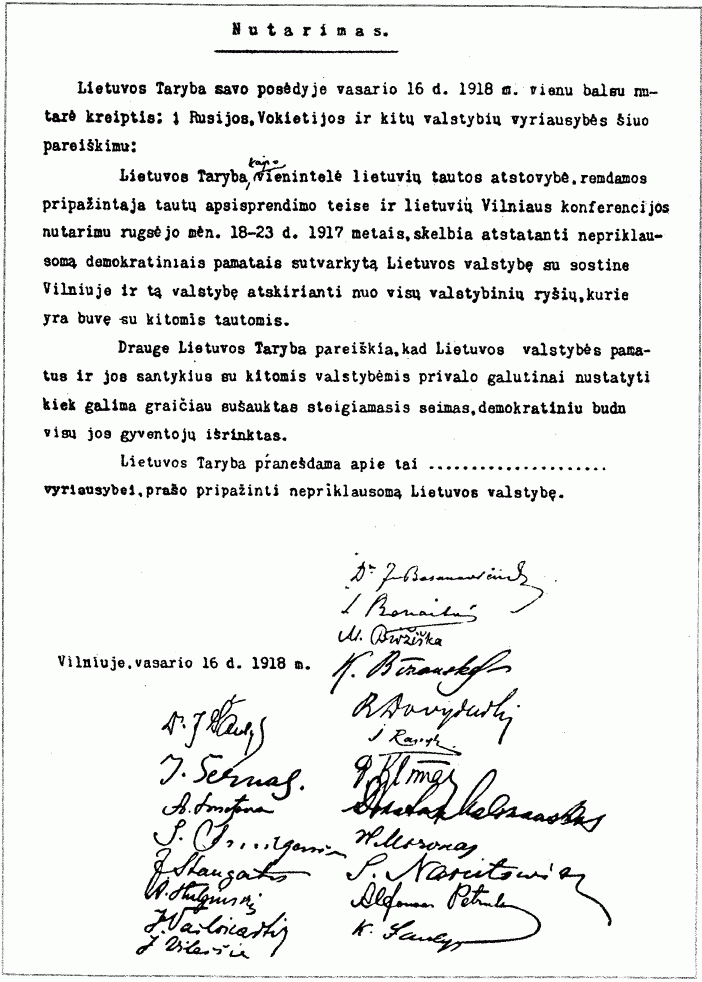
Fac-similé de la déclaration d'indépendance.

La Déclaration d'indépendance de la Lituanie (lituanien : Lietuvos Nepriklausomybės Aktas) ou Loi du 16 février a été signée par le Conseil de Lituanie le 16 février 1918. Elle proclame la restauration d'un État indépendant de Lituanie, régi par des principes démocratiques, ayant Vilnius pour capitale. La loi a été signée à l'unanimité des vingt conseillers, présidés par Jonas Basanavičius. Elle est le résultat d'une série de résolutions issues de la Conférence de Vilnius et de la Loi du 8 janvier. Son élaboration fut longue et délicate en raison des pressions exercées par l'Empire allemand souhaitant la conclusion d'une alliance. Le Conseil dut manœuvrer avec finesse entre les Allemands, dont les troupes étaient présentes en Lituanie, et les exigences du peuple lituanien.
Les effets immédiats de l'annonce du retour à l'indépendance de la Lituanie sont limités car les autorités allemandes interdisent la publication du texte adopté. Il sera imprimé puis distribué illégalement. Les efforts du Conseil sont entravés par les Allemands qui maintiennent leur contrôle sur le pays. La situation évolue à l'issue de la Première Guerre mondiale. En novembre 1918, le premier Cabinet de Lituanie est constitué et le Conseil de Lituanie prend le contrôle du territoire. La Lituanie, qui retrouve l'indépendance, doit, à nouveau, s'engager dans des combats pour s'opposer aux prétentions de ses voisins.
L'original a été trouvé par le professeur VDU Liudas Mažylis dans Archive politique du Foreign Office à Berlin à la fin de Mars 2017. La loi, laconique, est le fondement légal de l'existence de la Lituanie moderne, pendant la période d'entre-deux-guerres et depuis les années 1990. Les principes constitutionnels fondamentaux sont toujours suivis par les Constitutions de la Lituanie. La Loi elle-même a été un fondement majeur sur lequel la restauration d'indépendance des années 1990 s'appuya : la Lituanie, en rompant avec l'Union soviétique, rappela qu'elle ne faisait que rétablir l'État indépendant qui existait entre les deux Guerres mondiales et que la Loi n'avait jamais perdu sa valeur juridique.

## Contexte

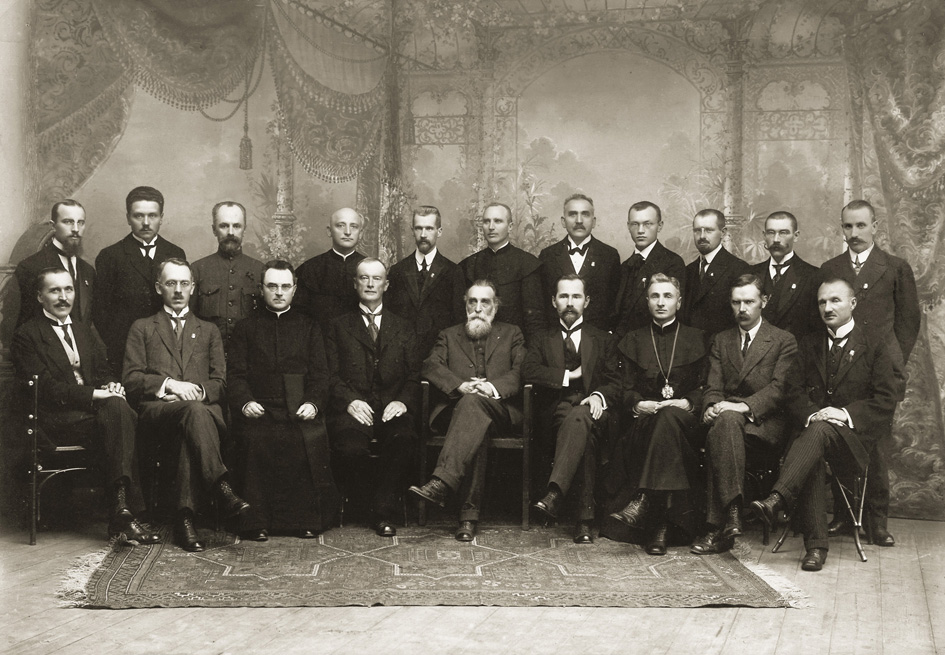
Les vingt membres d'origine du Conseil de Lituanie, après la signature de la Loi du 16 février 1918.

Lors du troisième partage de la Pologne, en 1795, le territoire de la Lituanie est annexé par l'Empire russe. Au cours du XIXe siècle, les Lituaniens aussi bien que les Polonais tentent de reprendre leur indépendance, en particulier lors des insurrections de novembre 1830 et de janvier 1863, mais les premières opportunités réalistes ne surviennent qu'avec la Première Guerre mondiale, un conflit qui affaiblit aussi bien la Russie que l'Empire allemand.
L'Allemagne occupe les régions occidentales de l'Empire russe en 1915 après leur avancée sur le front de l'Est. Après la révolution d'Octobre, Berlin met au point une stratégie géopolitique reposant sur une série d'États étroitement contrôlés servant de zone tampon entre Allemagne et Russie (la Mitteleuropa) et autorise la tenue de la Conférence de Vilnius, espérant qu'elle proclamerait le désir de la nation lituanienne de se détacher de la Russie pour se rapprocher de l'Allemagne. La conférence, qui se tient du 18 au 22 septembre 1917, ne produit pas tout à fait les résultats escomptés par l'Allemagne : elle adopte une résolution en faveur d'une Lituanie indépendante, dont les relations avec le Reich dépendraient de la reconnaissance formelle du nouvel État par Berlin. Le 21 septembre, les 214 participants de la Conférence élisent un Conseil de Lituanie de vingt membres pour codifier cette résolution. Les autorités allemandes interdisent la publication de cette résolution, mais elles autorisent le Conseil à se réunir. La Conférence de Vilnius annonce également qu'une assemblée constituante doit être élue au suffrage universel le plus rapidement possible.

## Vers la Loi du 16 février

### Loi du 11 décembre
La Loi du 11 décembre marque une deuxième étape vers la Déclaration finale d'indépendance. Le premier brouillon, exigé par le chancelier Georg von Hertling, est préparé par le Ministère des affaires étrangères allemand le 1er décembre. Des modifications ultérieures sont apportées conjointement par la Chancellerie allemande et une délégation du Conseil de Lituanie composée d'Antanas Smetona, Steponas Kairys, Vladas Mironas, Jurgis Šaulys, Petras Klimas et Aleksandras Stulginskis. Un compromis sur le texte du document est atteint après discussions. Le représentant allemand, Kurt von Lersner, exige qu'aucun changement n'y soit apporté et qu'il soit signé par l'intégralité des membres du Conseil.
Après le retour de la délégation à Vilnius, le Conseil se réunit le 11 décembre afin de discuter de la Loi. Elle est adoptée telle quelle par quinze voix en faveur du texte, trois contre, une abstention et une absence. Il n'est pas certain que tous les membres du Conseil aient signé ce document. La Loi est écrite en allemand, sans qu'une traduction officielle en lituanien n'ait été semble-t-il produite, d'où l'existence de traductions diverses dans les sources. La Loi du 11 décembre déclare l'indépendance de la Lituanie, mais demande la protection du gouvernement allemand (clause no 2) et « une alliance solide et permanente » avec l'Allemagne. Elle précise que cette alliance doit s'appuyer sur des conventions relatives aux affaires militaires, aux transports, aux douanes et aux devises, ce qui pousse de nombreux Lituaniens à considérer que le Conseil a outrepassé ses prérogatives : la résolution de septembre adoptée à la Conférence de Vilnius exigeait clairement que ces sujets cruciaux soient décidés par une assemblée constituante.

### Loi du 8 janvier
Quand les pourparlers de paix commencent entre l'Allemagne et la Russie en 1918, les autorités allemandes demandent aux représentants lituaniens de préparer deux notifications d'indépendance : l'une pour la Russie, qui récuse les liens entre la Lituanie et la Russie sans mention d'une alliance avec l'Allemagne, et l'autre pour l'Allemagne, qui reprend l'essentiel des termes de la Loi du 11 décembre. Le Conseil décide d'amender la première partie de la Loi du 11 décembre. Petras Klimas y inclut une phrase demandant une assemblée constituante. Un autre ajout d'importance est effectué : la mention que le gouvernement du futur État sera fondé sur des principes démocratiques, une décision de la Conférence de Vilnius omise dans la Loi du 11 décembre. La deuxième clause, qui mentionnait l'alliance avec l'Allemagne, est supprimée. Sa version définitive est validée le 8 janvier 1918, le jour de l'annonce des Quatorze points du président américain Woodrow Wilson. Dans ses grandes lignes, la Loi du 8 janvier correspond déjà à celle du 16 février.

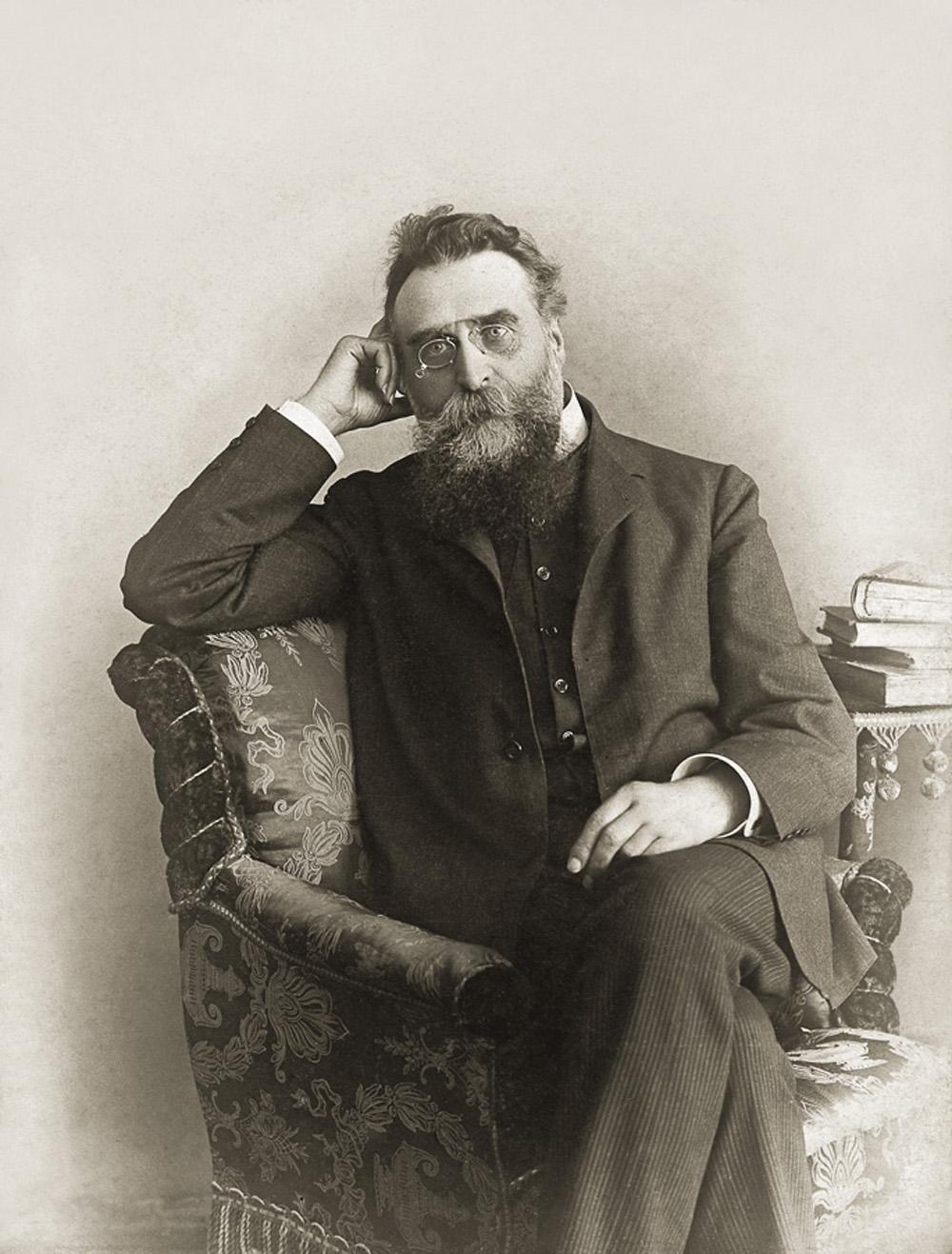
Jonas Basanavičius, Président du Conseil au moment où la Loi du 16 février a été signée.

L'administration militaire allemande rejette les changements apportés. En accord avec la demande initiale des autorités d'occupation, les deux versions de la notification sont validées le 26 janvier, mais sans les modifications du 8 janvier. Les deux textes sont préparés à partir de la Loi du 11 décembre. Ces concessions engendrent des tensions au sein du Conseil, et quatre membres démissionnent en signe de protestation : Mykolas Biržiška, Steponas Kairys, Stanisław Narutowicz et Jonas Vileišis. Le président du Conseil, Antanas Smetona, qui a soutenu la Loi du 11 décembre, renonce à son poste. Il est remplacé par Jonas Basanavičius.

### Loi du 16 février
L'Allemagne refuse de reconnaître la Lituanie comme un État indépendant, et la délégation lituanienne n'est pas conviée aux négociations de Brest-Litovsk qui débutent le 22 décembre 1917 entre les Empires centraux et la Russie. Le rôle purement consultatif du Conseil est d'ailleurs rappelé lors de l'unique réunion commune entre le Conseil et les autorités allemandes. Cette situation donne plus de poids aux membres du Conseil qui ont réclamé l'indépendance totale, sans lien avec d'autres pays. Dès lors, la réintégration des membres qui ont quitté le Conseil constitue la priorité du moment. Des négociations ont lieu et mènent à la reformulation des versions précédentes de la Loi.
Les quatre membres ayant quitté le Conseil exigent le retour au texte du 8 janvier, ainsi que le retrait de toute mention d'une quelconque alliance avec l'Allemagne. Après plusieurs semaines de débats houleux, la nouvelle version de la Loi est prête le 15 février à 10 h du matin. Elle reprend, à quelques changements de style près, les termes de la Loi du 8 janvier et de la promulgation et de la notification (qui n'ont aucune valeur juridique per se), rédigées le 1er février. Le Conseil, y compris ses membres de retour, est alors invité à se réunir le lendemain pour la finaliser. Le 16 février 1918, à 12 h 30, les vingt membres du Conseil se réunissent dans la chambre du Comité lituanien pour le soutien des victimes de guerre, au 30 rue Didžioji à Vilnius, un bâtiment surnommé depuis la Maison des Signataires (lituanien : Signatarų namai). Le Conseil y vote d'abord la première partie de la Déclaration, soit les deux premiers paragraphes jusqu'au mot drauge. Cette section est approuvée à l'unanimité. En revanche, les quatre membres de retour refusent d'accepter la seconde partie, car ils n'approuvent pas l'utilisation du terme « définitivement » dans la description des objectifs de l'assemblée constituante. Ils craignent en effet que ce mot puisse servir de prétexte au Conseil pour usurper les pouvoirs de l'assemblée constituante, même si la majorité des membres du Conseil font valoir qu'il ne s'agit que d'exprimer la nature non négociable et irrévocable des décisions de la future assemblée. Bien qu'adoptée à l'unanimité dans sa globalité, la Déclaration ne peut donc se prévaloir du soutien absolu des vingt membres du Conseil.

## Texte définitif de la Loi
| Ligne | Texte original                                                            | Texte original                                                            | Traduction française non officielle                                                           | Traduction française non officielle                                                           |
| ----- | ------------------------------------------------------------------------- | ------------------------------------------------------------------------- | --------------------------------------------------------------------------------------------- | --------------------------------------------------------------------------------------------- |
| 1     | NUTARIMAS                                                                 | NUTARIMAS                                                                 | RÉSOLUTION                                                                                    | RÉSOLUTION                                                                                    |
| 2     | Lietuvos Taryba savo posėdyje vasario 16 d. 1918 m. vienu balsu nu-       | Lietuvos Taryba savo posėdyje vasario 16 d. 1918 m. vienu balsu nu-       | Le Conseil de Lituanie dans sa session du 16 février 1918 a décidé à l'unanimité              | Le Conseil de Lituanie dans sa session du 16 février 1918 a décidé à l'unanimité              |
| 3     | tarė kreiptis: į Rusijos, Vokietijos ir kitų valstybių vyriausybės šiuo   | tarė kreiptis: į Rusijos, Vokietijos ir kitų valstybių vyriausybės šiuo   | d'adresser aux gouvernements de Russie, Allemagne et aux autres États la déclaration          | d'adresser aux gouvernements de Russie, Allemagne et aux autres États la déclaration          |
| 4     | pareiškimu:                                                               | pareiškimu:                                                               | suivante :                                                                                    | suivante :                                                                                    |
| 5     | Lietuvos Taryba, kaipo vienintelė lietuvių tautos atstovybė, remdamos     | Lietuvos Taryba, kaipo vienintelė lietuvių tautos atstovybė, remdamos     | Le Conseil de Lituanie, en tant que représentation unique de la nation lituanienne, fondé sur | Le Conseil de Lituanie, en tant que représentation unique de la nation lituanienne, fondé sur |
| 6     | pripažintaja tautų apsisprendimo teise ir lietuvių Vilniaus konferencijos | pripažintaja tautų apsisprendimo teise ir lietuvių Vilniaus konferencijos | le droit reconnu à l'autodétermination nationale, et la résolution de la                      | le droit reconnu à l'autodétermination nationale, et la résolution de la                      |
| 7     | nutarimu rugsėjo mėn. 18–23 d. 1917 metais, skelbia atstatanti nepriklau- | nutarimu rugsėjo mėn. 18–23 d. 1917 metais, skelbia atstatanti nepriklau- | Conférence de Vilnius du 18 au 23 septembre 1917, proclame la restauration de l'État          | Conférence de Vilnius du 18 au 23 septembre 1917, proclame la restauration de l'État          |
| 8     | somą demokratiniais pamatais sutvarkytą Lietuvos valstybę su sostine      | somą demokratiniais pamatais sutvarkytą Lietuvos valstybę su sostine      | indépendant de Lituanie, fondé sur les principes démocratiques, ayant Vilnius comme capitale, | indépendant de Lituanie, fondé sur les principes démocratiques, ayant Vilnius comme capitale, |
| 9     | Vilniuje ir tą valstybę atskirianti nuo visų valstybinių ryšių, kurie     | Vilniuje ir tą valstybę atskirianti nuo visų valstybinių ryšių, kurie     | et déclare la cessation de tous les liens d'État qui auparavant                               | et déclare la cessation de tous les liens d'État qui auparavant                               |
| 10    | yra buvę su kitomis tautomis.                                             | yra buvę su kitomis tautomis.                                             | unissaient cet État aux autres nations.                                                       | unissaient cet État aux autres nations.                                                       |
| 11    | Drauge Lietuvos Taryba pareiškia, kad Lietuvos valstybės pama-            | Drauge Lietuvos Taryba pareiškia, kad Lietuvos valstybės pama-            | Le Conseil de Lituanie déclare également que la fondation de l'État lituanien et              | Le Conseil de Lituanie déclare également que la fondation de l'État lituanien et              |
| 12    | tus ir jos santykius su kitomis valstybėmis privalo galutinai nustatyti   | tus ir jos santykius su kitomis valstybėmis privalo galutinai nustatyti   | ses relations avec les autres pays seront définitivement déterminées par                      | ses relations avec les autres pays seront définitivement déterminées par                      |
| 13    | kiek galima graičiau sušauktas steigiamasis seimas, demokratiniu budu     | kiek galima graičiau sušauktas steigiamasis seimas, demokratiniu budu     | l'Assemblée Constituante, qui sera convoquée dès que possible, élue démocratiquement          | l'Assemblée Constituante, qui sera convoquée dès que possible, élue démocratiquement          |
| 14    | visų jos gyventojų išrinktas.                                             | visų jos gyventojų išrinktas.                                             | par tous ses habitants.                                                                       | par tous ses habitants.                                                                       |
| 15    | Lietuvos Taryba pranešdama apie tai .....................                 | Lietuvos Taryba pranešdama apie tai .....................                 | Le Conseil de Lituanie en informant le Gouvernement de ..................... de cet état      | Le Conseil de Lituanie en informant le Gouvernement de ..................... de cet état      |
| 16    | vyriausybei, prašo pripažinti nepriklausomą Lietuvos valstybę.            | vyriausybei, prašo pripažinti nepriklausomą Lietuvos valstybę.            | requiert la reconnaissance de l'État Indépendant de Lituanie.                                 | requiert la reconnaissance de l'État Indépendant de Lituanie.                                 |
|       |                                                                           |                                                                           |                                                                                               |                                                                                               |
| 17    |                                                                           | Dr Jonas Basanavičius                                                     |                                                                                               | Dr Jonas Basanavičius                                                                         |
| 18    |                                                                           | Saliamonas Banaitis                                                       |                                                                                               | Saliamonas Banaitis                                                                           |
| 19    |                                                                           | Mykolas Biržiška                                                          |                                                                                               | Mykolas Biržiška                                                                              |
| 20    | Vilniuje, vasario 16 d. 1918 m.                                           | Kazys Bizauskas                                                           | À Vilnius, le 16 février 1918                                                                 | Kazys Bizauskas                                                                               |
| 21    |                                                                           | Pranas Dovydaitis                                                         |                                                                                               | Pranas Dovydaitis                                                                             |
| 22    | Jurgis Šaulys                                                             | Steponas Kairys                                                           | Jurgis Šaulys                                                                                 | Steponas Kairys                                                                               |
| 23    | Jokūbas Šernas                                                            | Petras Klimas                                                             | Jokūbas Šernas                                                                                | Petras Klimas                                                                                 |
| 24    | Antanas Smetona                                                           | Donatas Malinauskas                                                       | Antanas Smetona                                                                               | Donatas Malinauskas                                                                           |
| 25    | Jonas Smilgevičius                                                        | Vladas Mironas                                                            | Jonas Smilgevičius                                                                            | Vladas Mironas                                                                                |
| 26    | Justinas Staugaitis                                                       | Stanisław Narutowicz                                                      | Justinas Staugaitis                                                                           | Stanisław Narutowicz                                                                          |
| 27    | Aleksandras Stulginskis                                                   | Alfonsas Petrulis                                                         | Aleksandras Stulginskis                                                                       | Alfonsas Petrulis                                                                             |
| 28    | Jonas Vailokaitis                                                         | Kazimieras Steponas Šaulys                                                | Jonas Vailokaitis                                                                             | Kazimieras Steponas Šaulys                                                                    |
| 29    | Jonas Vileišis                                                            |                                                                           | Jonas Vileišis                                                                                |                                                                                               |

## Sur les traces de la Loi: représentation graphique
Note : les couleurs des sections fonctionnelles correspondent aux lignes colorées du texte original ci-dessus.
| |  |                                            |                                                                  |                   | Partie I    |        |                          |                          |                          |             |             |
| Résolution de la Conférence de Vilnius 18–22 septembre 1917 |  |                                            |                                                                  |                   |             |        |                          |                          |                          |             |             |
| |  |                                            |                                                                  | Partie II         |             |        |                          |                          |                          |             |             |
| |  |                                            |                                                                  |                   |             |        |                          |                          |                          |             |             |
| |  |                                            |                                                                  |                   |             |        |                          |                          |                          |             |             |
| |  |                                            |                                                                  |                   | Partie I    |        |                          |                          |                          |             |             |
| Loi du 11 décembre 1917 |  |                                            |                                                                  |                   |             |        |                          |                          |                          |             |             |
| |  |                                            |                                                                  | Partie II         |             |        |                          |                          |                          |             |             |
| |  |                                            |                                                                  |                   |             |        |                          |                          |                          |             |             |
| |  |                                            |                                                                  |                   |             |        |                          |                          |                          |             |             |
| |  | Éditée en session                          | Éditée en session                                                | Éditée en session |             |        | Éditée par Petras Klimas | Éditée par Petras Klimas | Éditée par Petras Klimas |             |             |
| |  |                                            |                                                                  |                   |             |        |                          |                          |                          |             |             |
| |  |                                            |                                                                  |                   |             |        |                          |                          |                          |             |             |
| Loi du 8 janvier 1918 |  |                                            |                                                                  | Disposition       | Disposition | Clause | Clause                   |                          |                          |             |             |
| |  |                                            |                                                                  |                   |             |        |                          |                          |                          |             |             |
| |  |                                            | Éditée par Steponas Kairys, Stanisław Narutowicz, Jonas Vileišis |                   |             |        |                          |                          |                          |             |             |
| |  |                                            |                                                                  |                   |             |        |                          |                          |                          |             |             |
| |  |                                            |                                                                  |                   |             |        |                          |                          |                          |             |             |
| Brouillon du 1er février 1918 |  | Promulgation                               | Promulgation                                                     | Disposition       | Disposition | Clause | Clause                   | Notification             | Notification             |             |             |
| |  |                                            |                                                                  |                   |             |        |                          |                          |                          |             |             |
| |  | Éditée par le Conseil et 4 anciens membres |                                                                  |                   |             |        |                          |                          |                          |             |             |
| |  |                                            |                                                                  |                   |             |        |                          |                          |                          |             |             |
| Brouillon du 15 février 1918 |  | Promulgation                               | Promulgation                                                     | Disposition       | Disposition | Clause | Clause                   | Notification             | Notification             |             |             |
| |  |                                            |                                                                  |                   |             |        |                          |                          |                          |             |             |
| |  | Éditée par Petras Klimas                   |                                                                  |                   |             |        |                          |                          |                          |             |             |
| |  |                                            |                                                                  |                   |             |        |                          |                          |                          |             |             |
| |  |                                            |                                                                  |                   |             |        |                          |                          |                          |             |             |
| Déclaration d'indépendance de la Lituanie Loi du 16 février 1918 |  | Promulgation                               | Promulgation                                                     | Disposition       | Disposition | Clause | Clause                   | Notification             | Notification             | Eschatocole | Eschatocole |
| |  |                                            |                                                                  |                   |             |        |                          |                          |                          |             |             |
| Source : (lt) Raimundas Klimavičius, « Vasario 16-osios aktas: teksto formavimo šaltiniai ir autorystės problema », Istorija. Lietuvos aukštųjų mokyklų mokslo darbai, Université lituanienne des sciences éducatives, nos 59–60,‎ 2004, p. 65 (ISSN 1392-0456, lire en ligne) |  |                                            |                                                                  |                   |             |        |                          |                          |                          |             |             |

## Conséquences

### Lituanie

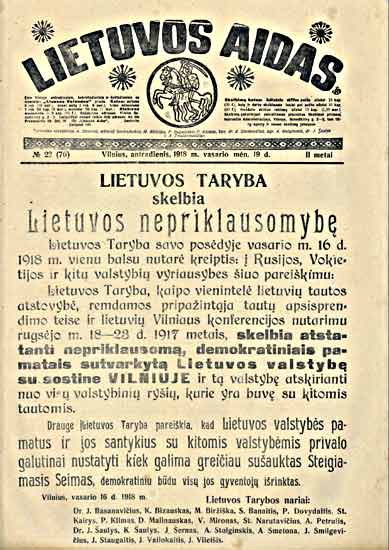
La une de Lietuvos aidas avec le texte de la Déclaration. Le tirage de ce numéro a été saisi par les autorités allemandes.

Peu après la signature, la Déclaration est distribuée aux partis du Reichstag. Le 18 février, le texte est publié dans les journaux allemands, dont Das Neue Litauen, Vossische Zeitung, Taegliche Rundschau et Kreuzzeitung. En Lituanie un texte préparé pour les journaux, dont Lietuvos aidas, le journal du Conseil créé par Antanas Smetona, est interdit de publication par les autorités allemandes. Cette censure vise à rendre illégales la distribution et la diffusion de la Déclaration en Lituanie. Bien que la majorité des numéros soient saisis, l'éditeur du journal, Petras Klimas, en cache une soixantaine.
Le 3 mars 1918, l'Allemagne et la Russie, désormais bolchévique, signent le Traité de Brest-Litovsk. Ce dernier déclare que les nations baltes sont dans la zone d'intérêt allemande et que la Russie renonce à toute revendication à leur sujet. Le 23 mars, l'Allemagne reconnaît la Lituanie indépendante sur la base de la Loi du 11 décembre. Néanmoins, dans les faits, rien ne change pour la Lituanie ou le statut du Conseil dont tous les efforts pour établir une administration sont contrariés. La situation évolue quand la révolution allemande survient et que l'Allemagne perd la guerre à l'automne 1918. Elle n'est plus en position d'imposer ses conditions. Le Conseil de Lituanie adopte la première constitution provisoire le 2 novembre. Les fonctions de gouvernement sont confiées à un præsidium de trois membres et Augustinas Voldemaras est convié à composer le premier Cabinet de Ministres de Lituanie. Le premier gouvernement est formé le 11 novembre 1918, jour où l'Allemagne signe l'armistice à Compiègne. Le Conseil met immédiatement en place l'armée, la police, les municipalités et les autres institutions. L'indépendance proclamée devient effective.

### La Déclaration
Deux exemplaires de la Déclaration sont signés : le texte original et une copie. Le premier est confié à Jonas Basanavičius à fin de sauvegarde et protection. L'original, dont l'existence a été évoquée pour la première fois dans la presse en 1933, n'a jamais été publié ou présenté publiquement jusqu'au 29 mars 2017, date à laquelle l'acte manuscrit original a été trouvé dans l'Archive diplomatique à Berlin par un professeur d'histoire Liudas Mažylis. La copie, utilisée pour les besoins usuels, est conservée dans les archives présidentielles. Elle disparaît le 15 juin 1940, quand la Lituanie reçoit un ultimatum de l'Union soviétique et perd son indépendance. De nombreuses recherches sont entreprises par des historiens et aventuriers pour retrouver ces documents. En 2006, une équipe d'ingénieurs sonde, en vain, les murs du palais Vileišis, l'ancienne demeure de Petras Vileišis. Toutefois, deux fac-similés de la copie ont été réalisés, en 1928 et en 1933. Le fac-similé de 1928 est une reproduction fidèle de la Déclaration dans son état original, y compris les fautes d'orthographe, sur un fond visuellement « granuleux ». Celui de 1933 présente une version « améliorée ».

### Les signataires
La plupart des signataires de la Déclaration restent actifs dans la vie politique et culturelle de la Lituanie indépendante. Jonas Vileišis est élu au Seimas et maire de Kaunas, « capitale temporaire » de la Lituanie ; Saliamonas Banaitis a fait des affaires dans la finance, ouvrant plusieurs banques. Parmi les signataires on trouve deux futurs présidents de la Lituanie, Antanas Smetona et Aleksandras Stulginskis. Jonas Basanavičius, président du Conseil de Lituanie, retourne à sa carrière universitaire, poursuivant des recherches sur la culture et le folklore lituanien et cinq autres meurent avant le début de la Seconde Guerre mondiale.
Trois signataires trouvent la mort durant l'occupation nazie. Ceux qui n'ont pas émigré vers les pays occidentaux deviennent des prisonniers politiques après l'occupation de la Lituanie par l'Union soviétique.
Aleksandras Stulginskis et Petras Klimas sont envoyés en prison en Sibérie. Ils survivent et rentrent au pays alors que Pranas Dovydaitis et Vladas Mironas, également déportés en Sibérie, n'en reviennent pas,. Kazys Bizauskas est exécuté, par balle, par le NKVD durant l'été 1941, au cours de son transfert vers une prison soviétique à Minsk. Donatas Malinauskas fait partie des premières déportations massives en Russie le 14 juin 1941,.
Plusieurs signataires sont contraints à l'exil, dont Jurgis Šaulys et Kazimieras Steponas Šaulys, qui meurent en Suisse,. Antanas Smetona, Mykolas Biržiška, et Steponas Kairys émigrent aux États-Unis, où ils sont enterrés,,.

## Héritage

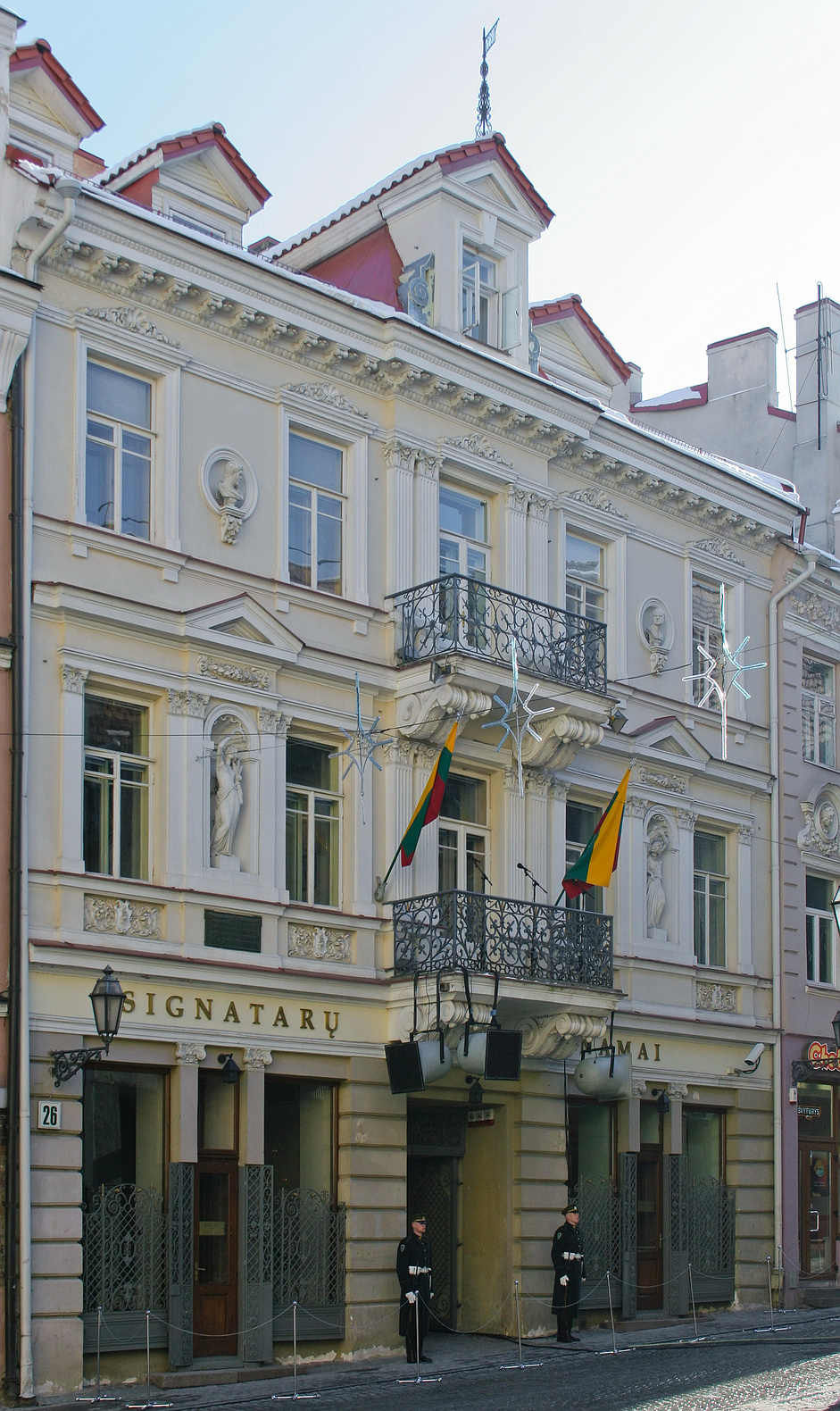
La Maison des Signataires le 16 février 2007.

La Déclaration du 16 février proclame le r-établissement (atstatyti) de l'État lituanien, en faisant de ce dernier le successeur de l'État historique lituanien, le grand-duché de Lituanie. Ici, le Conseil s'écarte de la résolution adoptée lors la Conférence de Vilnius demandant l'établissement (sudaryti) d'un État lituanien. Mais l'ancien Duché et le nouvel État ne se ressemblent pas pour autant : ce dernier se limite aux terres ethniques lituaniennes, est gouverné démocratiquement, contrairement au Duché multi-ethnique gouverné aristocratiquement. La rupture de liens unissant la Lituanie aux autres États s'adresse à l'Allemagne, la Russie et la Pologne, qui jusque-là avaient leur propre projet pour ce pays,. Même si ce n'est pas explicite, la Déclaration renonce également aux tentatives de résurrection de la vieille Union polono-lituanienne.
La Déclaration est la base légale de l'existence de la Lituanie d'aujourd'hui, à la fois dans l'Entre-deux-guerres et depuis 1990. Elle est devenue l'un des éléments-clefs de la restauration de l'indépendance de la Lituanie au sortir de l'Union soviétique en 1990,. Un paragraphe dans l'Acte de rétablissement de l'État lituanien, effectué le 11 mars 1990, déclare que :
« La Déclaration d'indépendance du 16 février 1918 du Conseil de Lituanie et le décret de l'Assemblée constituante (Seimas) du 15 mai 1920 sur la restauration démocratique de l'État de Lituanie n'ont jamais perdu leur force juridique et constituent le fondement constitutionnel de l'État de Lituanie. »

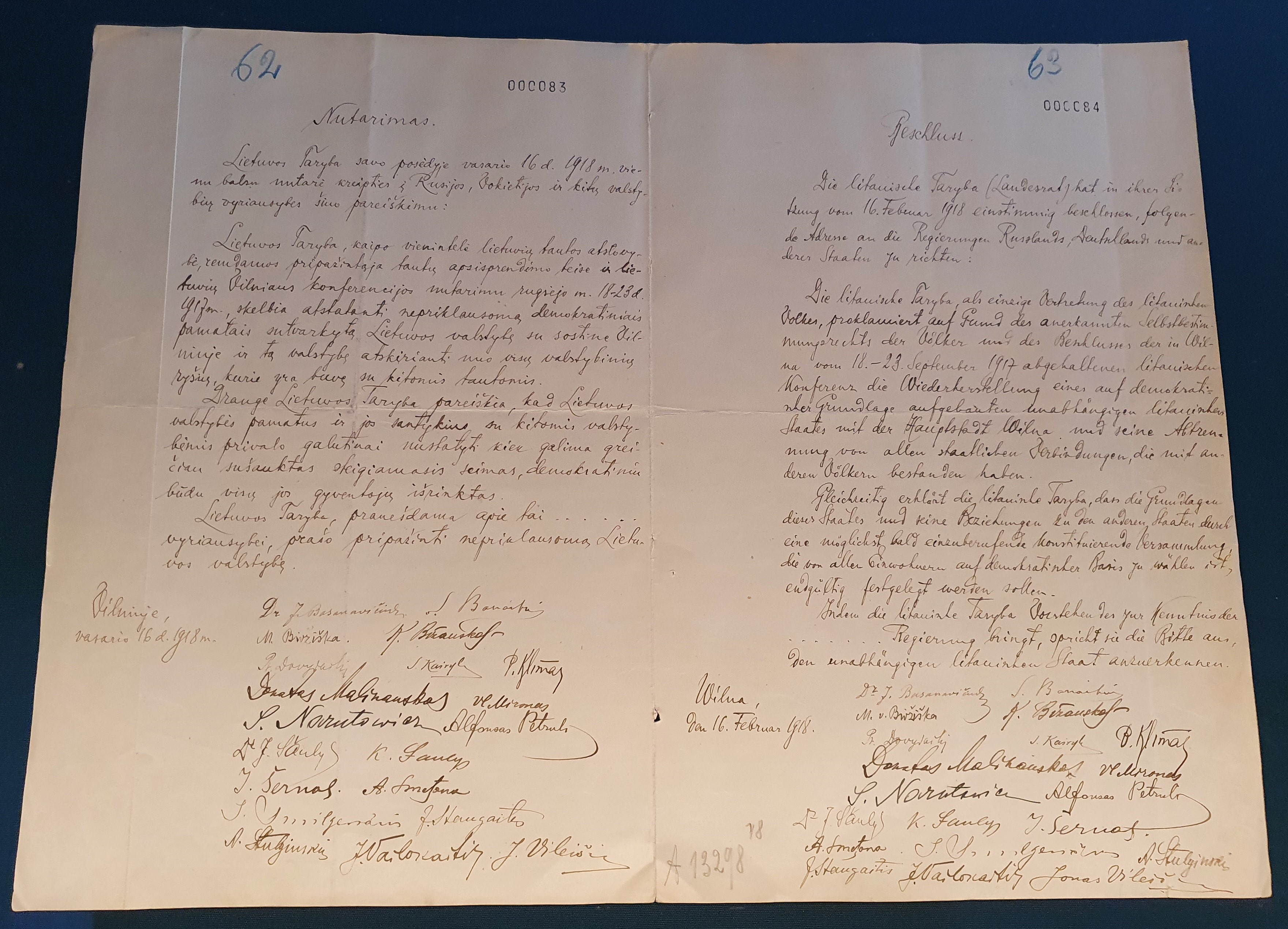
Originaux manuscrits de l'acte d'indépendance de la Lituanie en lituanien (à gauche) et en allemand (à droite), exposés en 2022

Cette formulation met en évidence la continuité des deux Actes juridiques. La Déclaration du 16 février 1918 et son successeur, l'Acte du 11 mars 1990, sont considérés comme deux des plus importants développements de la société lituanienne du XXe siècle.
Le 16 février est désormais férié en Lituanie et de nombreuses cérémonies se déroulent dans le pays. La principale a lieu dans la Maison des Signataires de Vilnius où la Déclaration a été signée en 1918. Le Drapeau de la Lituanie y est hissé, et la population, assemblée sous le balcon, écoute les discours des hommes politiques et des personnalités culturelles. Des messes spéciales sont dites dans les cathédrales et les églises. Au Palais présidentiel de Vilnius le Président reçoit les signataires de l'Acte du 11 mars 1990 pour honorer l'héritage de la Déclaration initiale.
En 1992, une distinction est créée en l'honneur de Jonas Basanavičius, qui dirigeait le Conseil de Lituanie au moment où la Déclaration du 16 février est signée. Le Prix Jonas Basanavičius est décerné pour tout travail exceptionnel durant les cinq années précédentes dans le domaine des études culturelles et ethniques. Il est remis dans la Maison des Signataires, pour honorer son histoire.